# Jarmanka větší

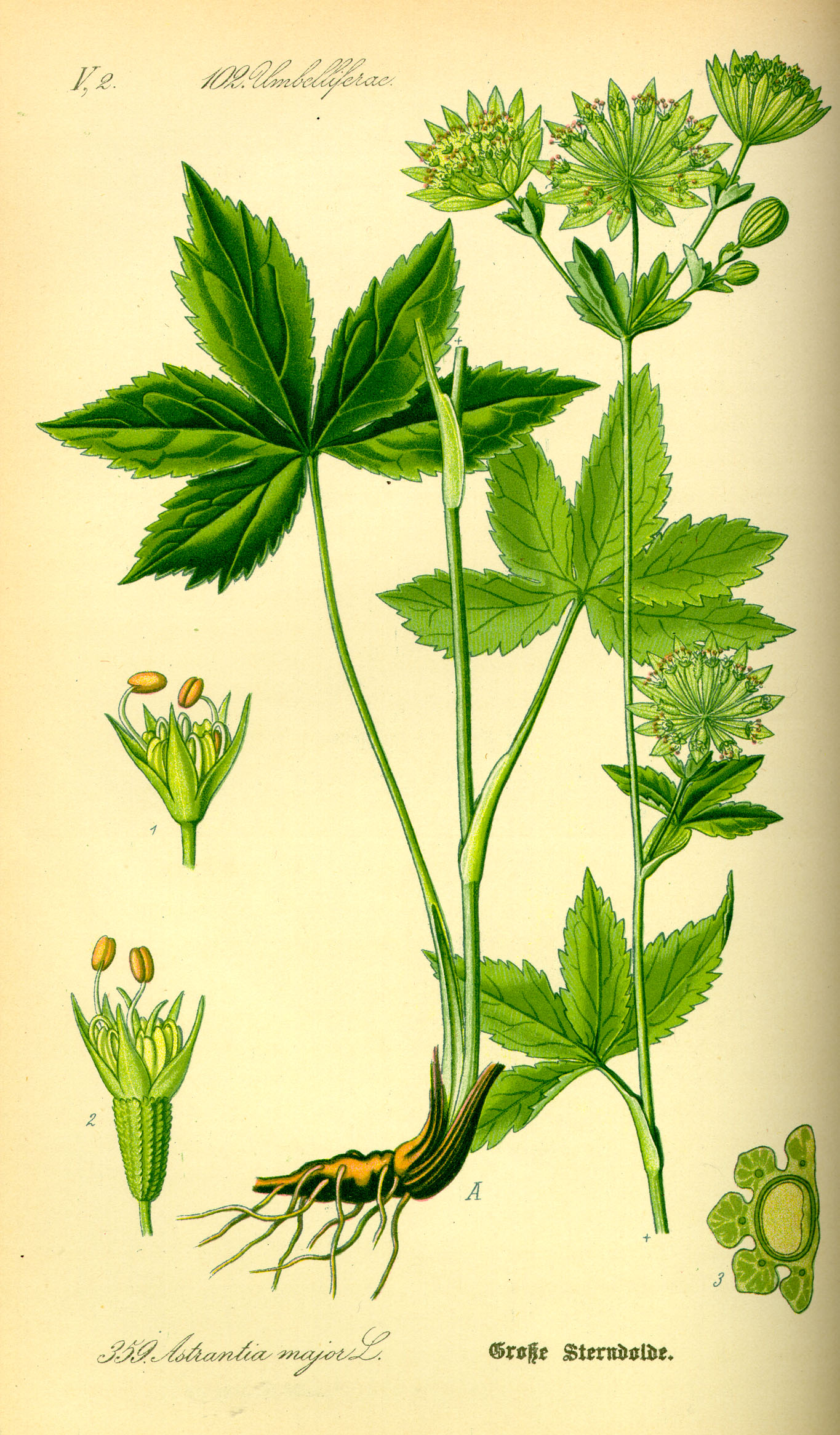
Nákres jarmanky větší

Jarmanka (Astrantia major) je vytrvalá rostlina, jediný druh rodu jarmanka, který roste v české přírodě. Pro svůj vzhled, nenáročnost a trvanlivost je používána jako okrasná zahradní rostlina a bývá za tímto účelem množena a šlechtěna. Při kvetení jsou na jarmance větší nejnápadnější paprskovité listeny, z jejichž středů míří směrem vzhůru krátké stopky s drobnými květy.

## Rozšíření
Druh se vyskytuje převážně jen v Evropě, od Španělska a Velké Británie na západě po Bělorusko a Ukrajinu na východě.
V České republice se vyskytuje na většině území, ovšem místy chybí nebo je vzácná. Nejčastěji roste ve světlých lužních lesích a jejich lemových křovinách, kde dává přednost zásaditým, kyprým a na živiny bohatým půdám, v bučinách, v synantropní vegetaci, vzácně též na lukách či vápnitých slatiništích. Častější je ve středních polohách mezofytika, obvykle v nadmořské výšce od 250 do 1000 m. V Alpách roste i ve výšce 2000 m.

## Popis
Vytrvalá bylina s přímou lodyhou vysokou 30 až 60 cm, která vyrůstá z krátkého dřevnatějícího oddenku. Lodyha je dutá, mělce rýhovaná, lysá a obvykle jednoduchá nebo jen řídce větvená. Přízemní listy s řapíkem až 20 cm dlouhým mají čepele dlanitosečné s 5 až 7 trojlaločnými ostře zubatými úkrojky. Na lodyze vyrůstají tři až čtyři obdobné listy, které jsou ale menší a mají výrazně kratší řapíky s blanitou pochvou; krajní úkrojky mohou někdy srůstat.
Na vrcholu lodyhy roste jedno nebo několik vrcholičnatých květenství s jednoduchými okolíky na dlouhých stopkách sestavených z drobných stopkatých květů. Nápadné, až 3 cm dlouhé, bělavé, zelenavé, načervenalé nebo až purpurové listeny se třemi až pěti podélnými žilkami jsou kopinaté, na bázi srostlé a vpředu zoubkované.
Pět vytrvalých kališních lístků je úzce kopinatých a mají dlouhý hrot. Stejný počet poměrně nenápadných zelenavých nebo narůžovělých, kopinatých a zahnutých korunních lístků mívá délku asi 2 mm. V květu je dále pět tyčinek s prašníky, semeník složený ze dvou plodolistů a dvě dlouhé čnělky s bliznami. Květy kvetou obvykle v červnu a červenci, opylovány jsou hmyzem. Ploidie jarmanky větší je 2n = 28.
Plodem je světle hnědá, 6 až 8 mm dlouhá dvounažka poltící se ve dvě podélné eliptické nažky s pěti zřetelnými žebry a několika drobnými výrůstky. Rostlina se rozmnožuje hlavně semeny (nažkami) a na kratší vzdálenosti i rozrůstáním oddenků, pak vytváří husté kolonie.

## Význam
Druh se v zahradnické praxi pěstuje a šlechtí jako rostlina ozdobná květem. Mimo výše uvedeného rozmnožování semeny (vzniká nevyrovnané potomstvo) se nové rostliny získávají v časném jaře rozdělováním ještě nenarašených trsů nebo modernějším způsobem prostřednictví tkáňových kultur. Na podzim vysetá semena příštím rokem vyklíčí a po rozsazení v následném roce začínají kvést. Rostliny se používají pro výsadbu do parků nebo okrasných zahrad, v hlubokém stínu málo kvetou a na celodenním slunci je nutno jim zajistit dostatek vláhy. Právě rozkvetlá květenství se používají i k řezu, ve váze vydrží asi týden.
Nať rostliny obsahující silice, hořčiny, saponiny i třísloviny se sbírala v době kvetení a její odvar se používal jako antialergikum – při alergické rýmě nebo ke koupelím při ekzémech. V některých případech lze inhalací potlačit blížící se astmatický záchvat. Jarmanka také zvyšuje tvorbu žaludečních šťáv, užívá se proto pro zlepšení trávení a jako močopudný prostředek.

## Taxonomie
Jarmanka větší se vyskytuje v pěti poddruzích, v České republice roste pouze nominátní poddruh jarmanka větší pravá.
- Astrantia major L. subsp. major
- Astrantia major L. subsp. apenninica Wörz
- Astrantia major L. subsp. carinthiaca Arcang.
- Astrantia major L. subsp. elatior (Friv.) K. Malý
- Astrantia major L. subsp. pyrenaica Wörz[7]

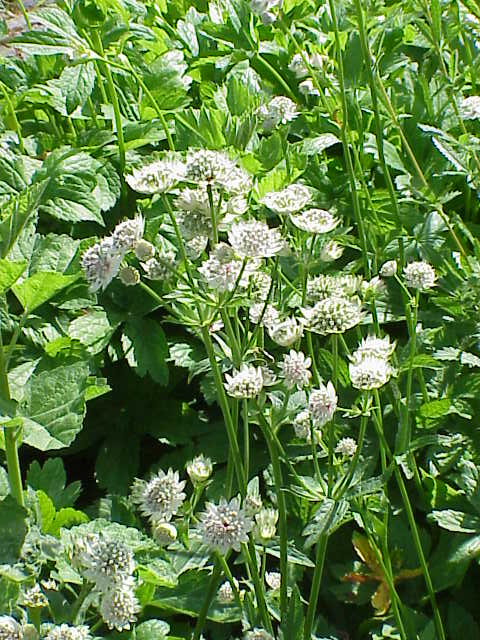
Kolonie jarmanek
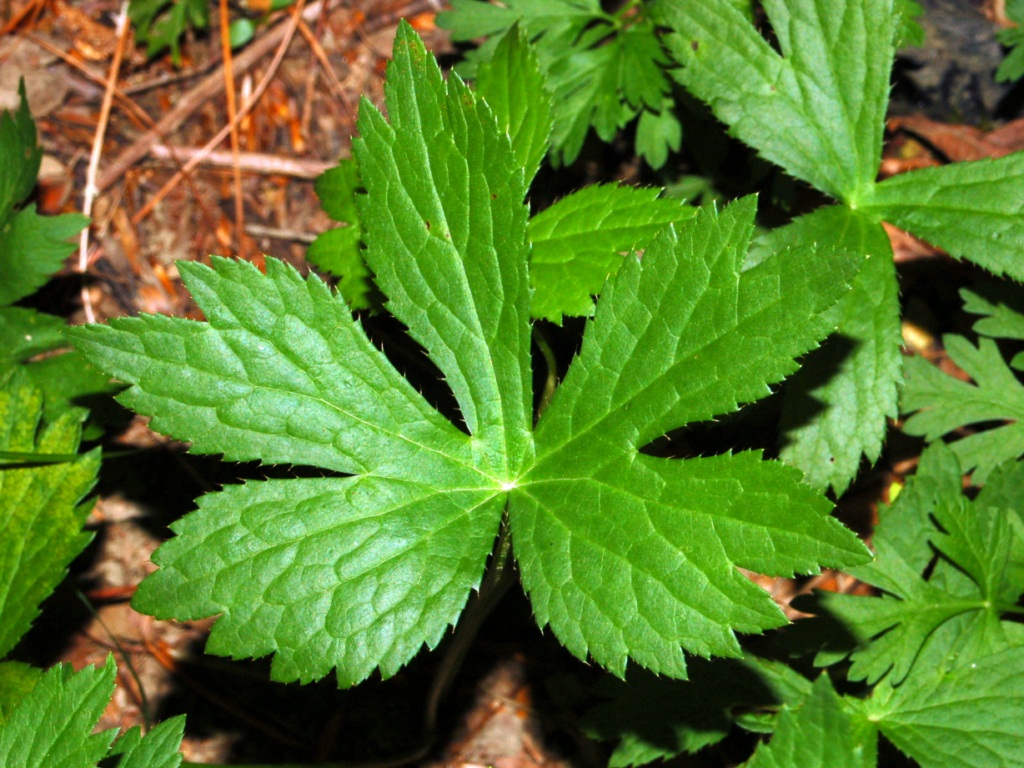
List
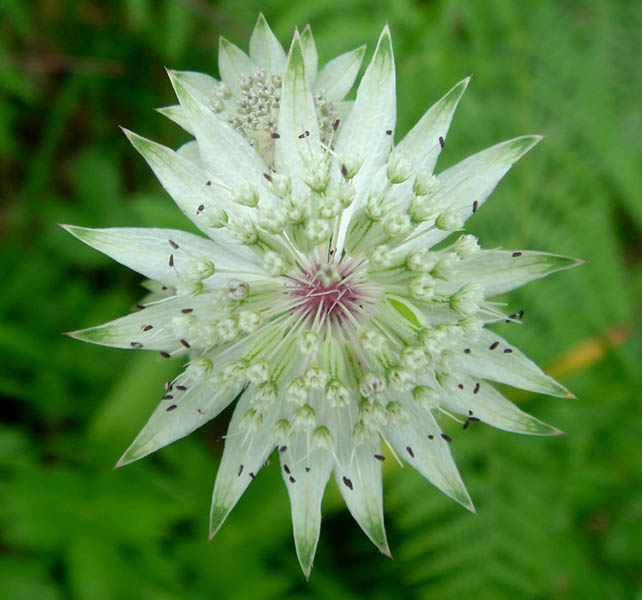
Okolík s listeny
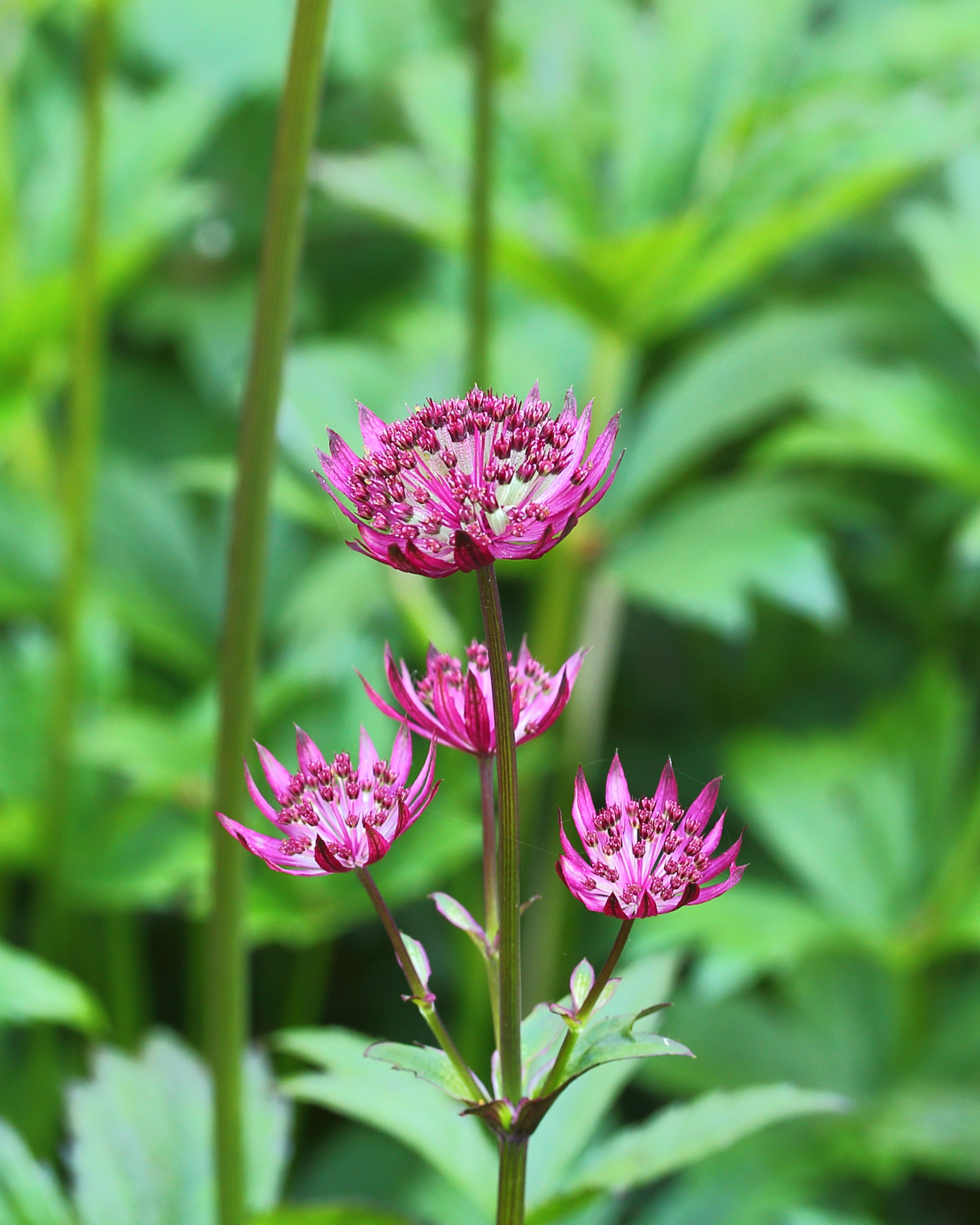
Květenství
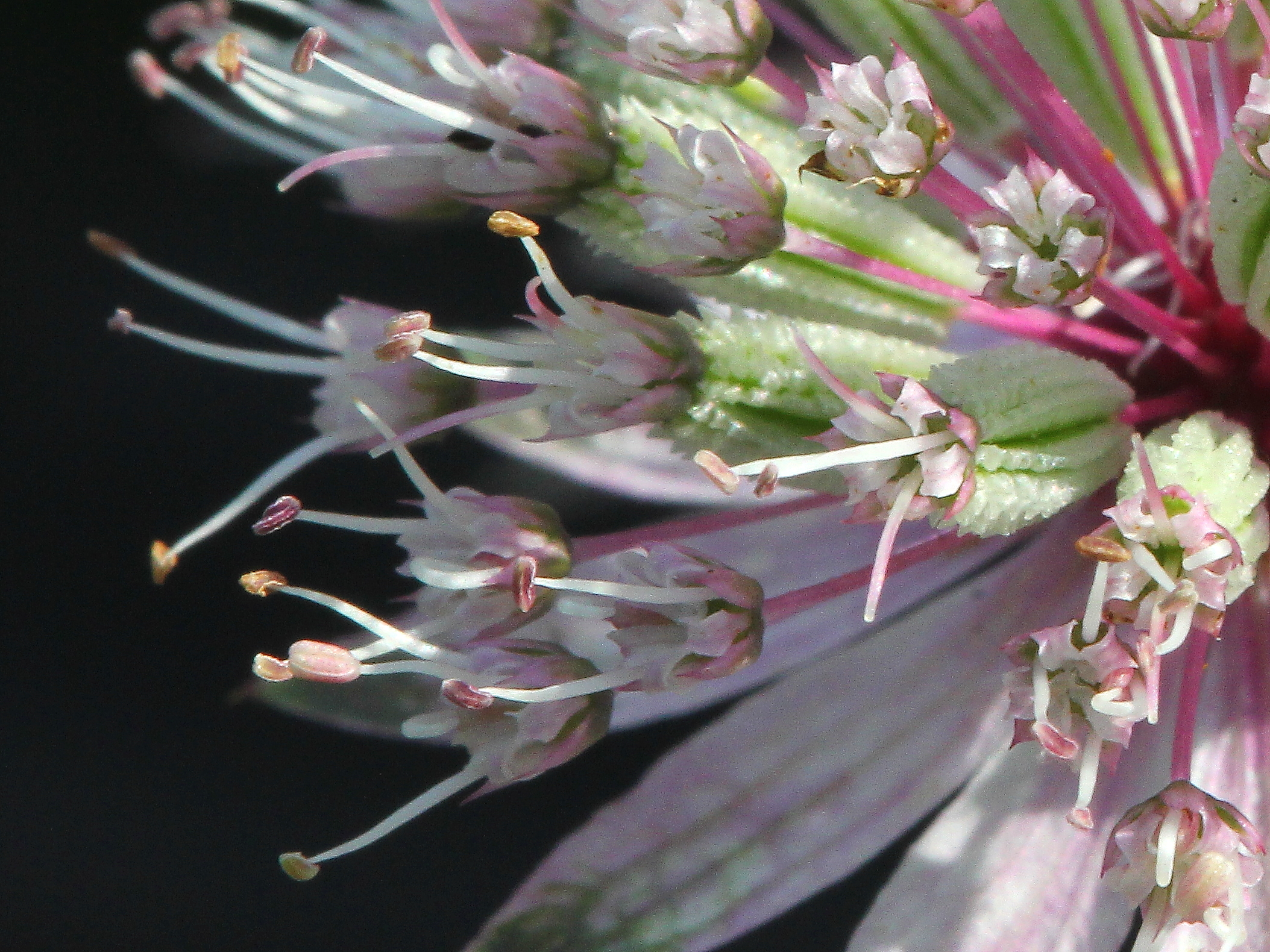
Detail květů